# چوی هیون سوک
چوی هیون سوک (کره‌ای: 최현석؛ زادهٔ ۲۱ آوریل ۱۹۹۹) رپر، رقصنده اهل کره جنوبی و یکی از اعضای گروه پسرانه ترژر زیر نظر وای‌جی انترتینمنت است. این گروه در ۷ اوت ۲۰۲۰ با انتشار آلبوم تک‌آهنگ The First Step: Chapter One فعالیت خود را آغاز کرد. چوی همچنین در برنامه تلویزیونی میکس ناین (۲۰۱۷–۲۰۱۸) به عنوان شرکت کننده حضور پیدا کرده‌است.